# Errore inerente
L'errore inerente è l'errore che si commette rappresentando un numero reale con un numero finito di cifre.
Questa scelta, necessaria se si vuole rappresentare tale numero su un calcolatore, impone un'approssimazione; ne segue che i calcolatori non sono in grado di fornire una rappresentazione corretta per i numeri costituiti da illimitate cifre (cioè i numeri periodici e i numeri irrazionali).
La presenza dell'errore inerente su valori numerici impiegati come ingressi di un algoritmo influisce sui risultati che si possono ottenere, ossia sulle uscite dell'algoritmo stesso; in questo caso infatti, l'errore si propaga. Un metodo per mantenere sotto controllo la propagazione dell'errore inerente è quello di confrontare l'entità dell'errore iniziale, con l'entità dell'errore che si ottiene in uscita dall'algoritmo.
Consideriamo un algoritmo (indicato dalla funzione {\displaystyle f(x)}) che prenda come unico ingresso un numero reale {\displaystyle x}. Se {\displaystyle x_{p}} è {\displaystyle x} perturbato (cioè affetto da errore inerente), {\displaystyle x_{r}} è {\displaystyle x} reale, {\displaystyle \varepsilon _{x}} l'errore sui dati iniziali e {\displaystyle \varepsilon _{y}} l'errore sui dati finali possiamo scrivere:
{\displaystyle \varepsilon _{x}={\frac {(x_{p}-x_{r})}{x_{r}}}}
si tratta quindi di valutare, una volta applicata la funzione {\displaystyle f(x)} ai dati, l'errore che ne è derivato.
{\displaystyle \varepsilon _{y}={\frac {|f(x_{p})-f(x_{r})|}{|f(x_{r})|}}}
Se {\displaystyle \varepsilon _{y}} è molto maggiore di {\displaystyle \varepsilon _{x}} si ha mal condizionamento, dove piccole perturbazioni sui dati iniziali si trasformano in grandi perturbazioni sui risultati.